# Римсько-германський музей
Римсько-германський музей — музейний заклад у місті Кельн археологічного профілю, присвячений римсько-германським історичним, військовим і культурним зв'язкам від доби варварства і імператорського Риму до доби раннього середньовіччя.

## Передумови

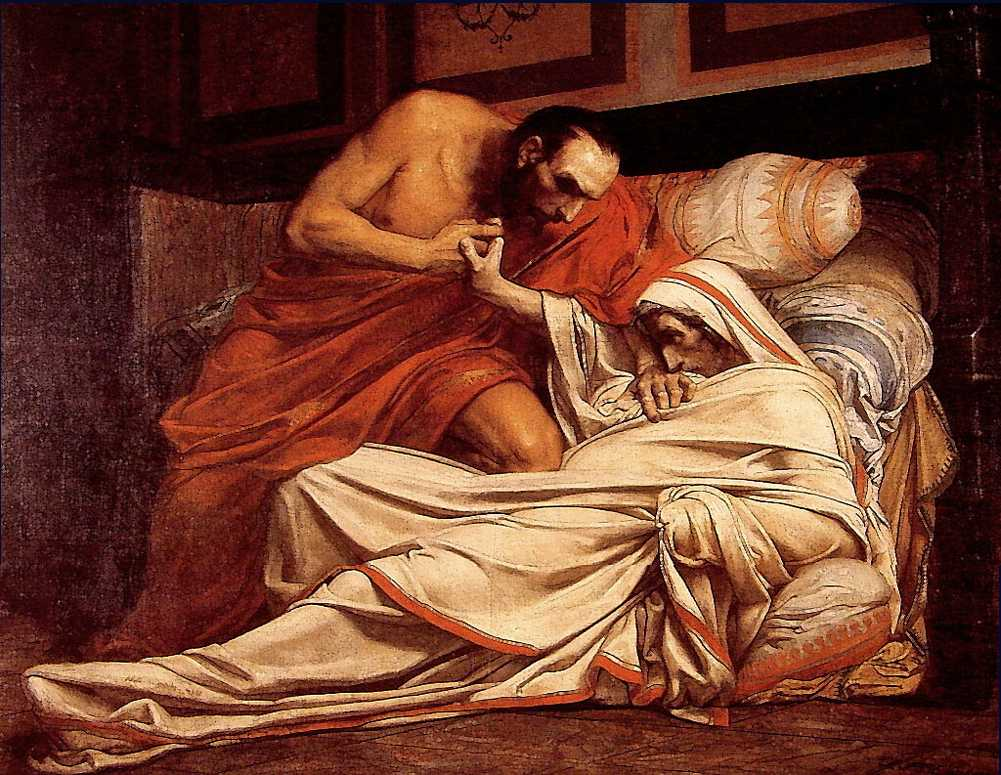
Худ. Жан-Поль Лоренс «Маркон вбиває імператора Тіберія»

Давньоримські політики, зіткнувшись з непримиренним спротивом германських племен, започаткували нову тактику їх підкорення. Вони зробили спробу підкорити племена германців, що мешкали між річками Рейн і Ельба, демонстрацією переваг римської цивілізації. Першими були підкорені племена убіїв, потім — херусків. Далекоглядний імператор Тіберій наказав створити нову, кам'яну столицю в теперішній римський провінції, яка була хитрим імператорським подарунком і демонстрацією могутності римлян. У новій столиці побудували захисні мури і вежі, казарми і терми, створений був і головний кам'яний храм. Раз на рік тут збирали германців, які демонстрували власну відданість Риму. Римляни відібрали у них надії на волю: ті могли повстати, безглуздо загинути чи підкоритися. Малочисельні на той час племена були вимушені підкоритися. Давньоримський історик Патеркул записав: «Тіберій загарбав Германію, не втративши водночас жодного з вояків. Він цілком  підкорив її. Відтепер вона була провінцією, примушеною платити податки». Давньоримські політики зробили спробу перетворити германців з ворогів на прихильників. Германців зобов'язали виконувати накази римлян, платити податки, віддавати молодь в римські легіонери. В заручники брали дітей германських ватажків — розповсюджена практика тої доби. Дітей ватажків вивозили до Риму, де виховували у відданості до імперії.

## Створення музею

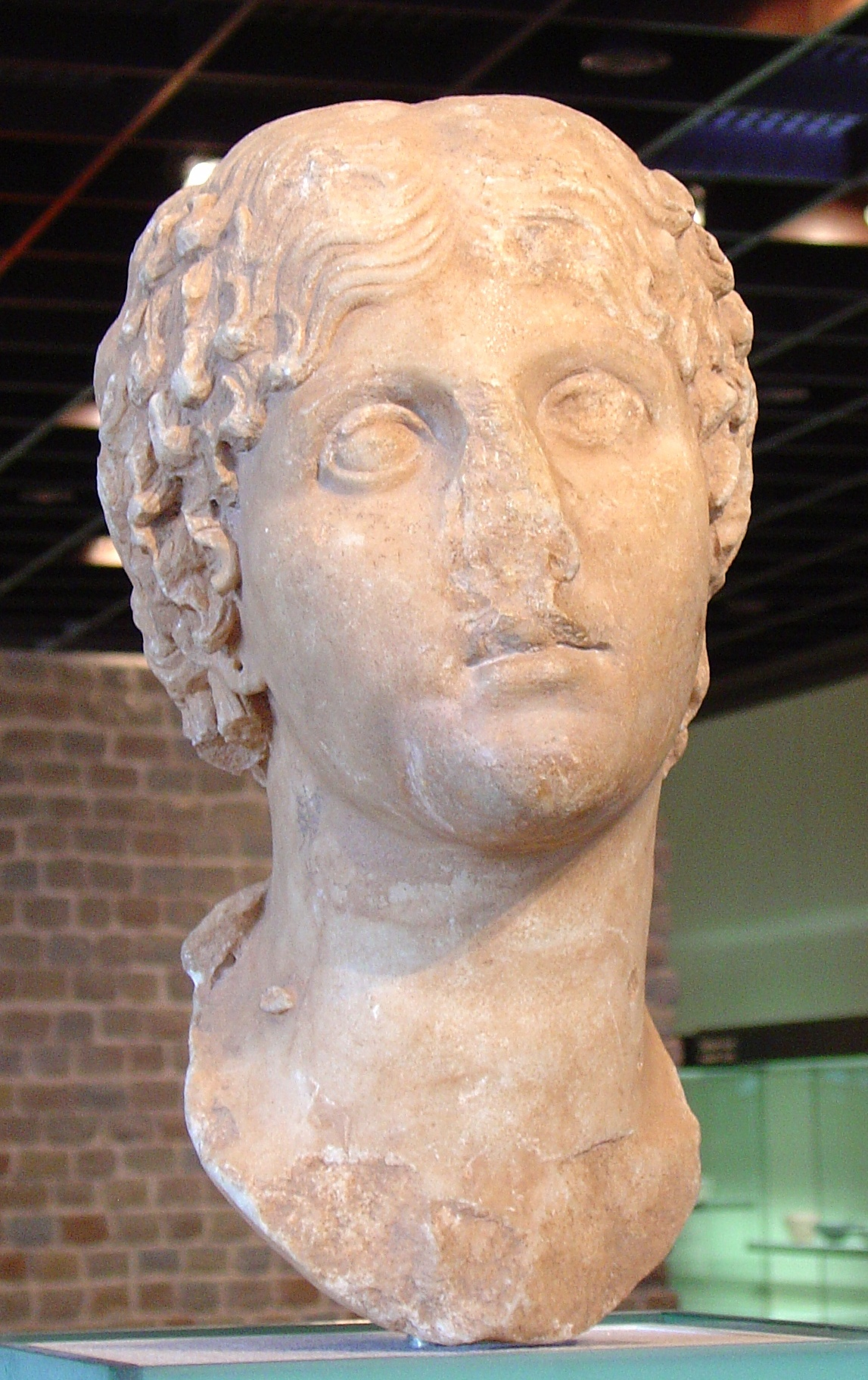
Погруддя Агрипини. Римсько-германський музей.

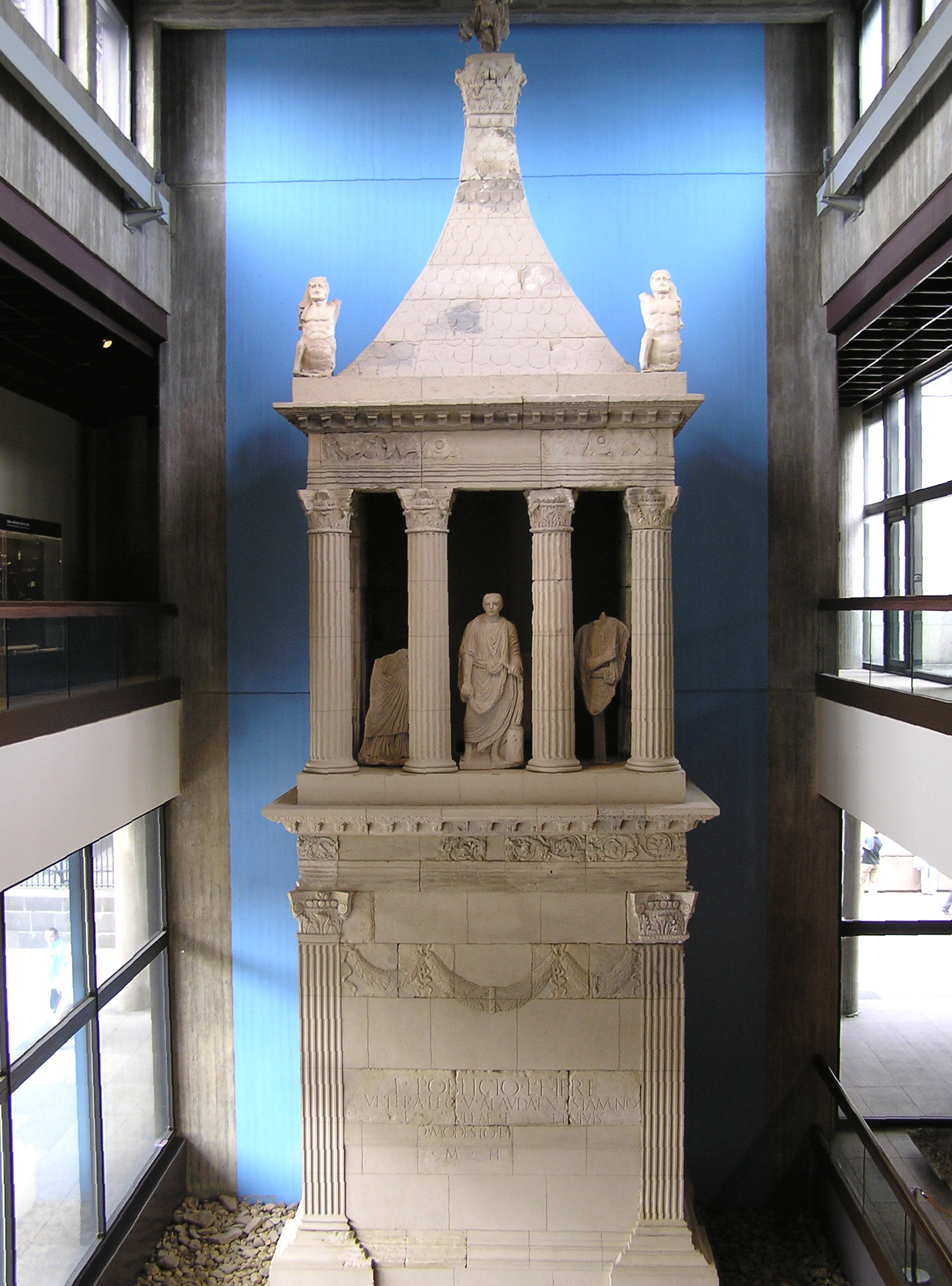
Надгробок Луция Публіция (реставрація і доповнення втрачених частин).

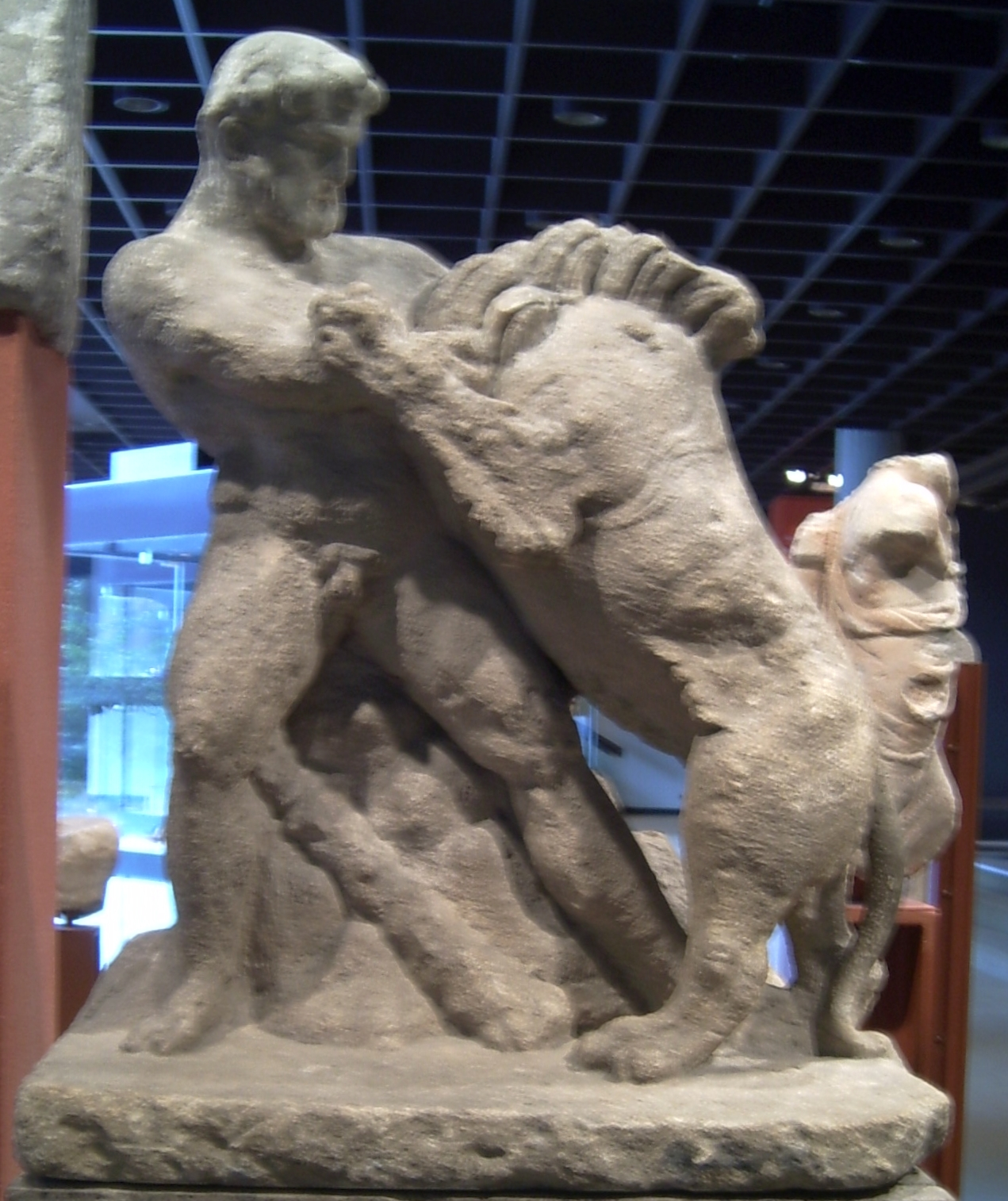
Геракл і Еріманський кабан.

Історія Кельна як постійного поселення почалася з 38 г. до н. е. з заснування тут Оппідум Убіорум. Фортечний табір заснував полководець Марк Віпсаній Агріппа, куди переселили і дружніх до римлян германців-убіїв. В містечку-фортеці в родині полководця Германіка народилась донька Агрипина. З нею узяв шлюб імператор Клавдій. Так вона стала імператрицею і матір'ю майбутнього імператора Нерона. Імператриця Агрипина умовила чоловіка надати її рідному містечку статус колонії, що зрівняв його з римськими містами і вводив там римське право. 50 року н. е. Оппідум Убіорум отримав цей статус, а його офіційна назва була Colonia Claudia Ara Agrippinensium (латинськая Колонія Клавдія вівтаря Агрипини), скрочено Колонія Агрипини. (В середньовіччя назва скоротилася до маловиразного Кельн). В Кельні вибудували палац намісника (преторіум), храми, театр, власний монетний двір, а по-за фортечними мурами — вілли.
В Німеччини почали накопичуватись археологічні знахідки в XVIII-XIX століттях. Серед перших — мозаіка з зображенням філософів, знайдена 1844 року, фрагменти стінописів, уламки мармурових скульптур і античне скло (Кельн був одним зі скловарних римських центрів. Знахідки стали надбанням Музею Вальрафа-Рихартця. 1946 року археологічні знахідки доби Стародавнього Риму поєднали з відділом доби варварства і раннього середньовіччя і заснували новий Римсько-германський музей.

## Споруда музею

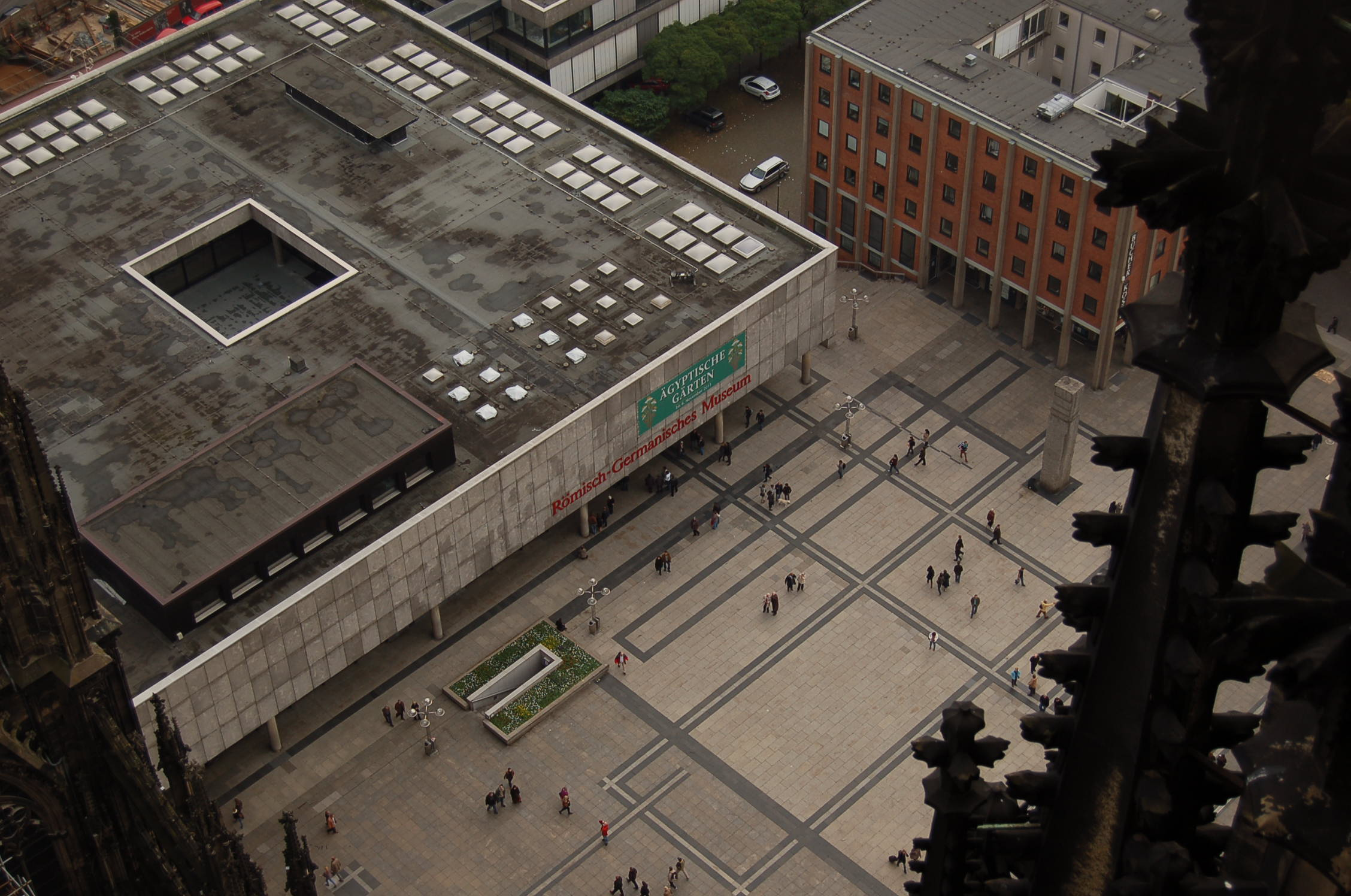
Вигляд з вежі Кельнського собору
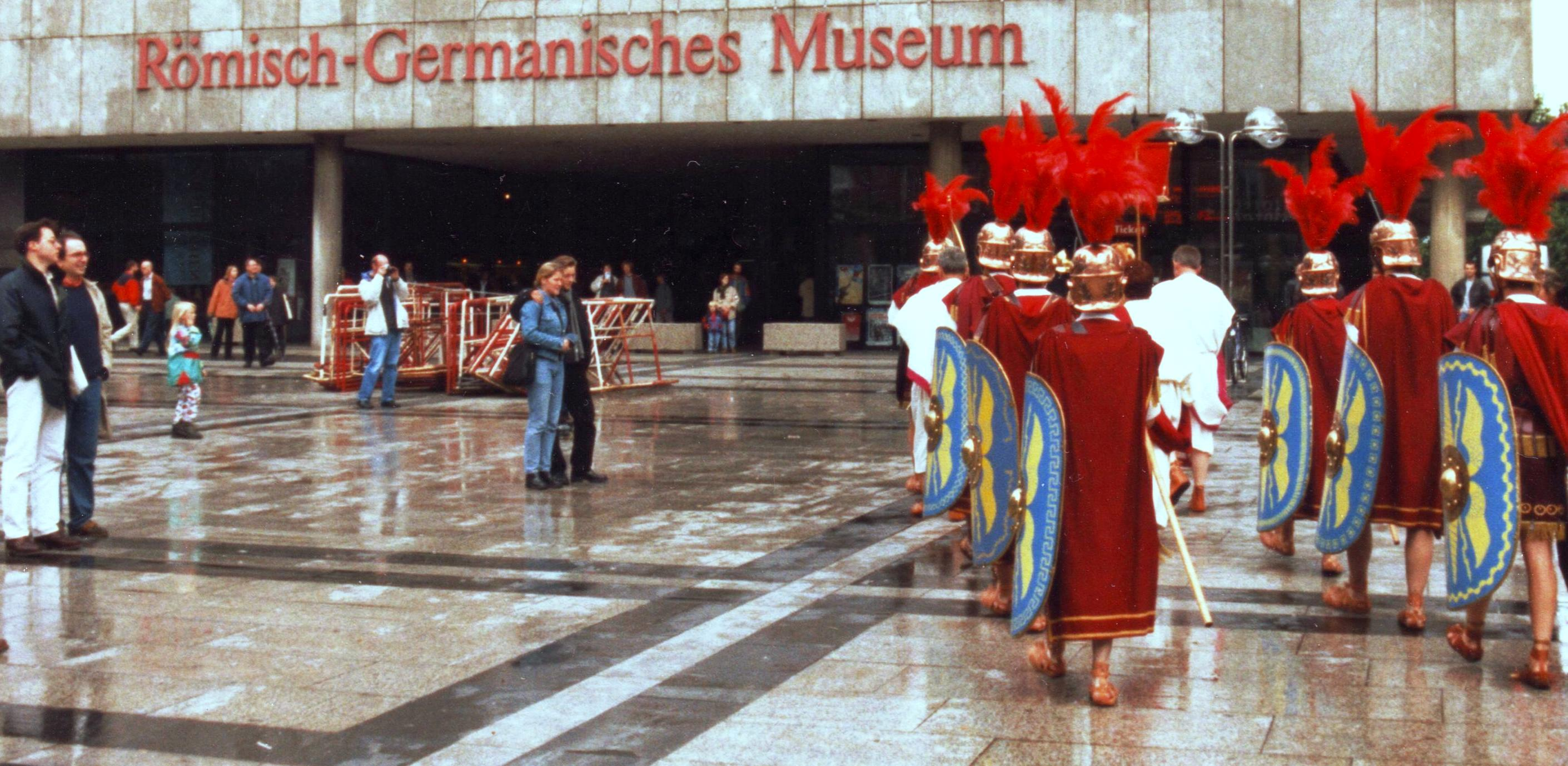
Театралізована хода
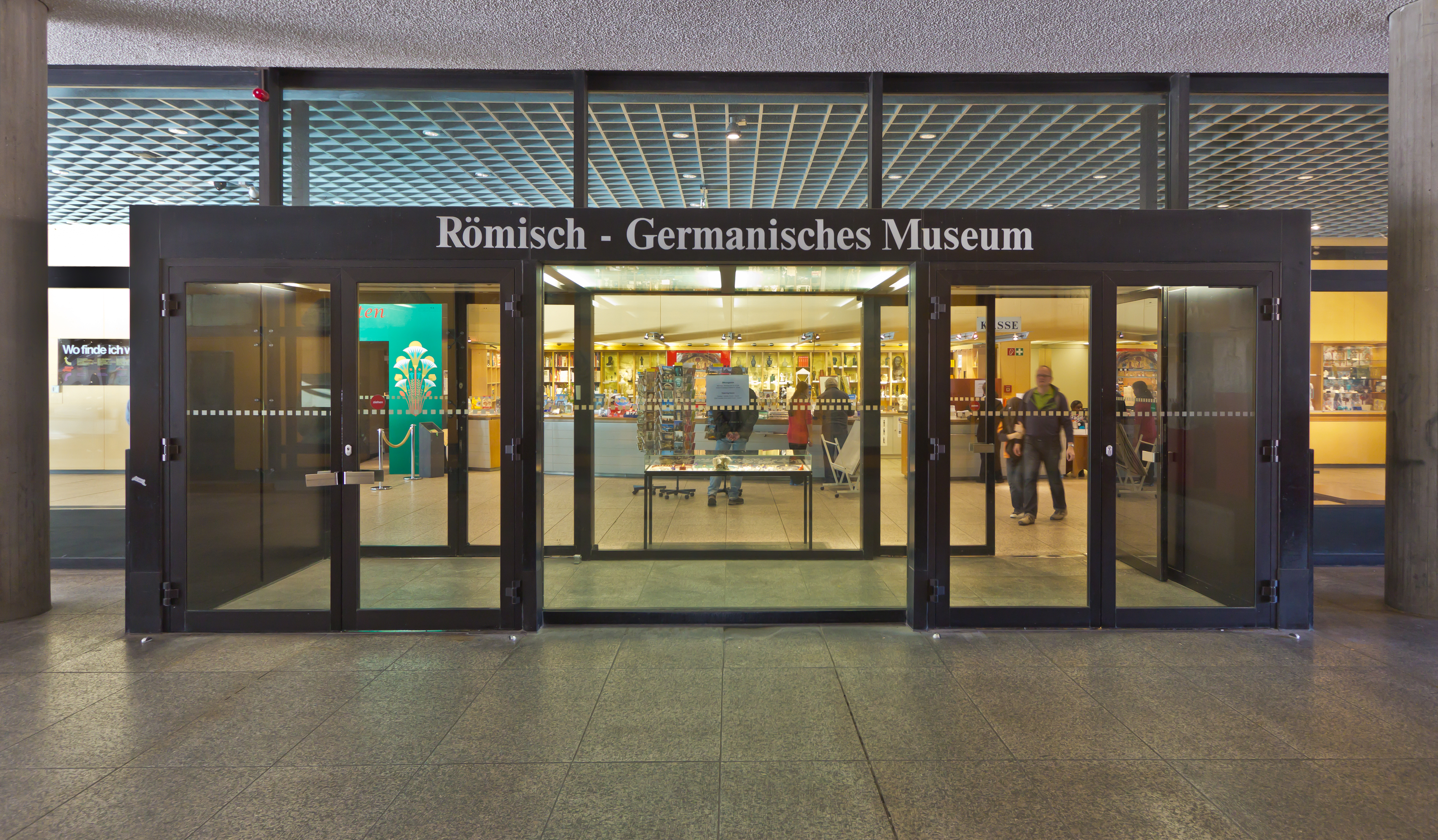
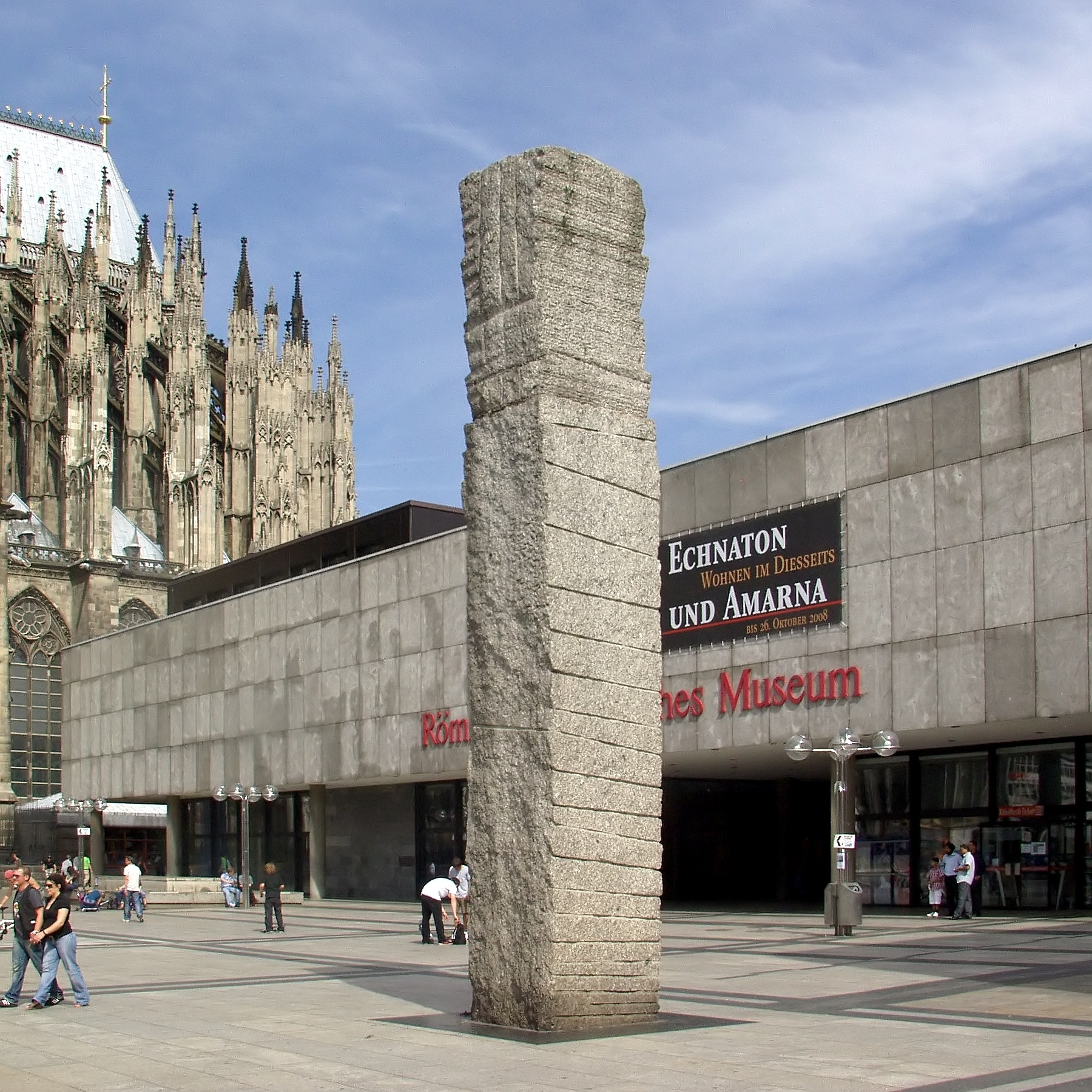

## Експозиції

План Колонії Агрипини.

Музей розташований в новітній споруді поряд з Кельнським собором. Експозиції невеликі, але демонструють
- мозаїки
- архітектурні уламки
- архітектурні моделі
- надргобки
- давньоримські фрески (фрагменти)
- мармурові скульптури (погруддя, портрети)
- давньоримську побутову кераміку
- давньоримське скло
- ювелірні вироби доби ваврарів і Риму
- вироби і зброю з бронзи тощо.

В експозиції представлені не тільки знахідки в Кельні чи в заміських римських віллах, а і речі з розкопок в Керчі, на Тамані, в Майкопі і на Дунаї.

## Архітектурні моделі і рештки

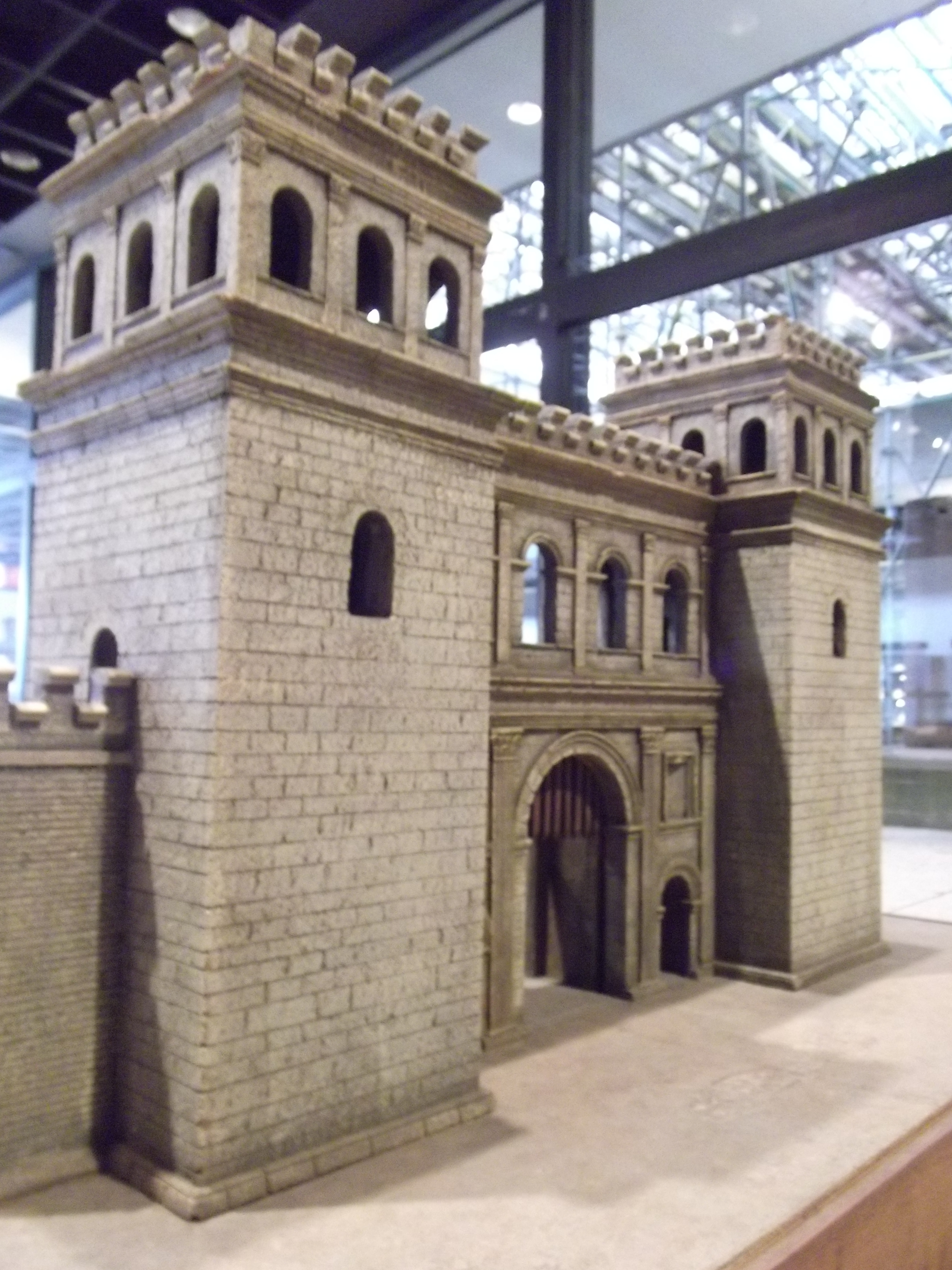
Північна вежа і брама міста
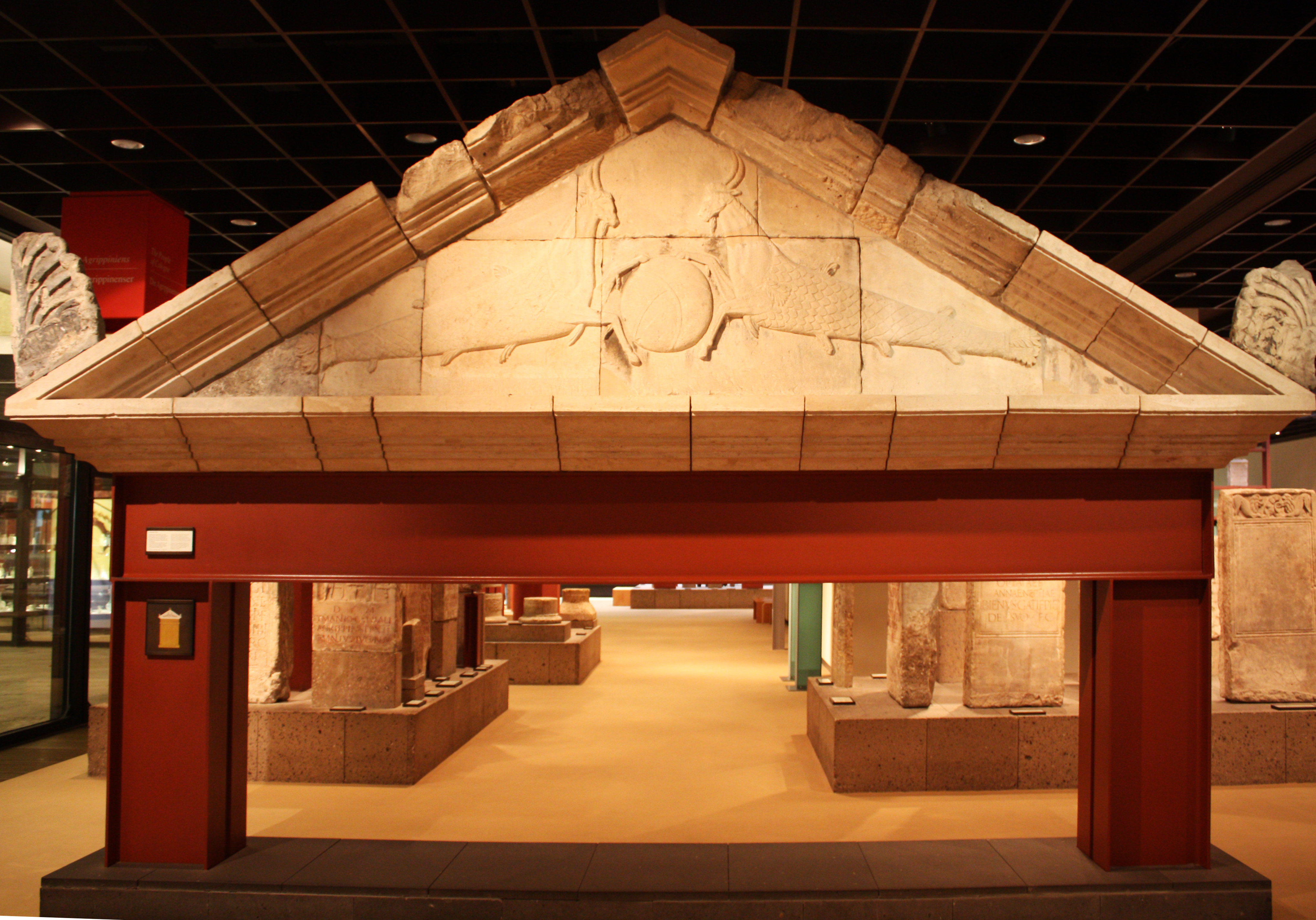
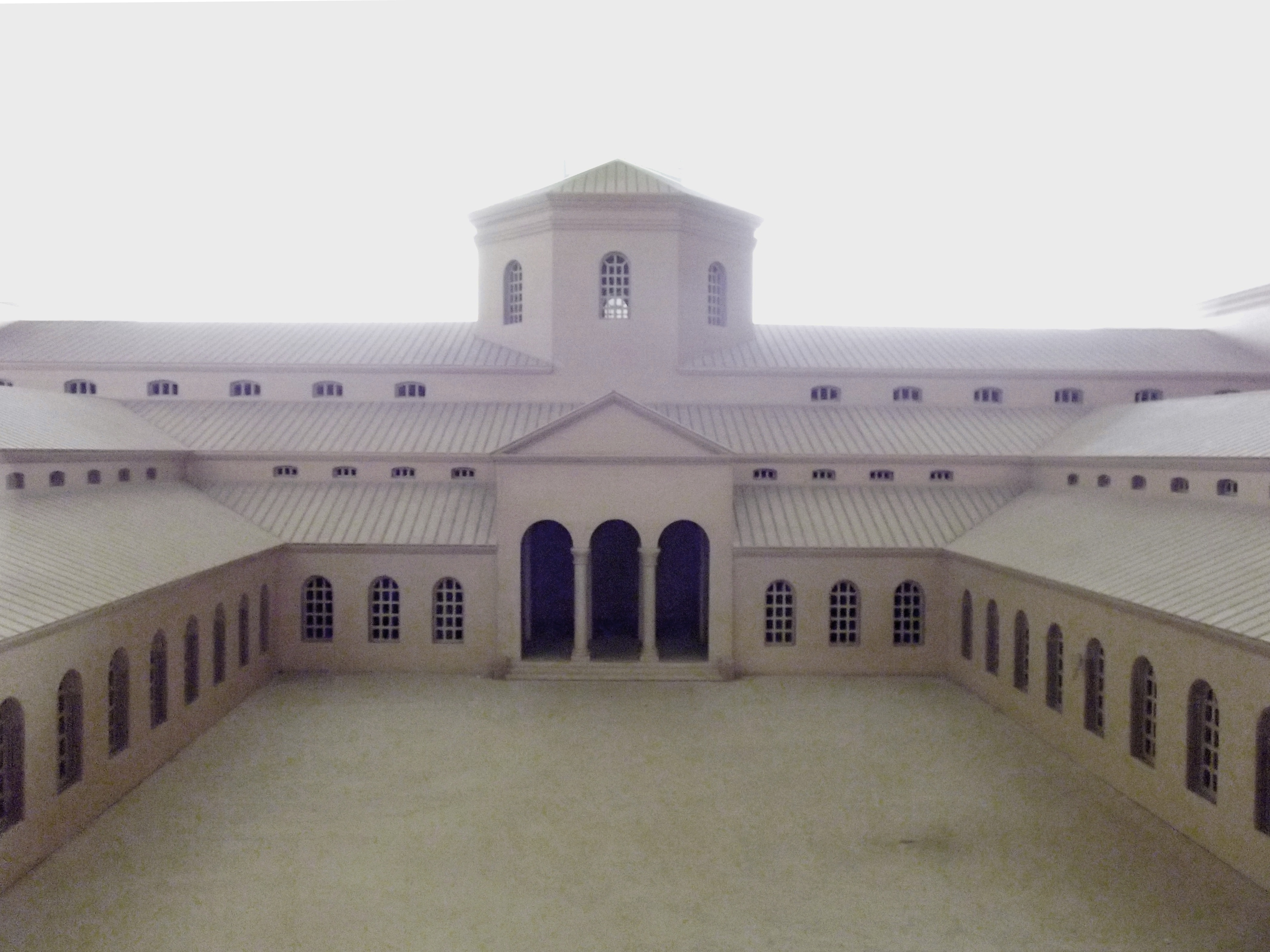
Палац римського намісника, дворик
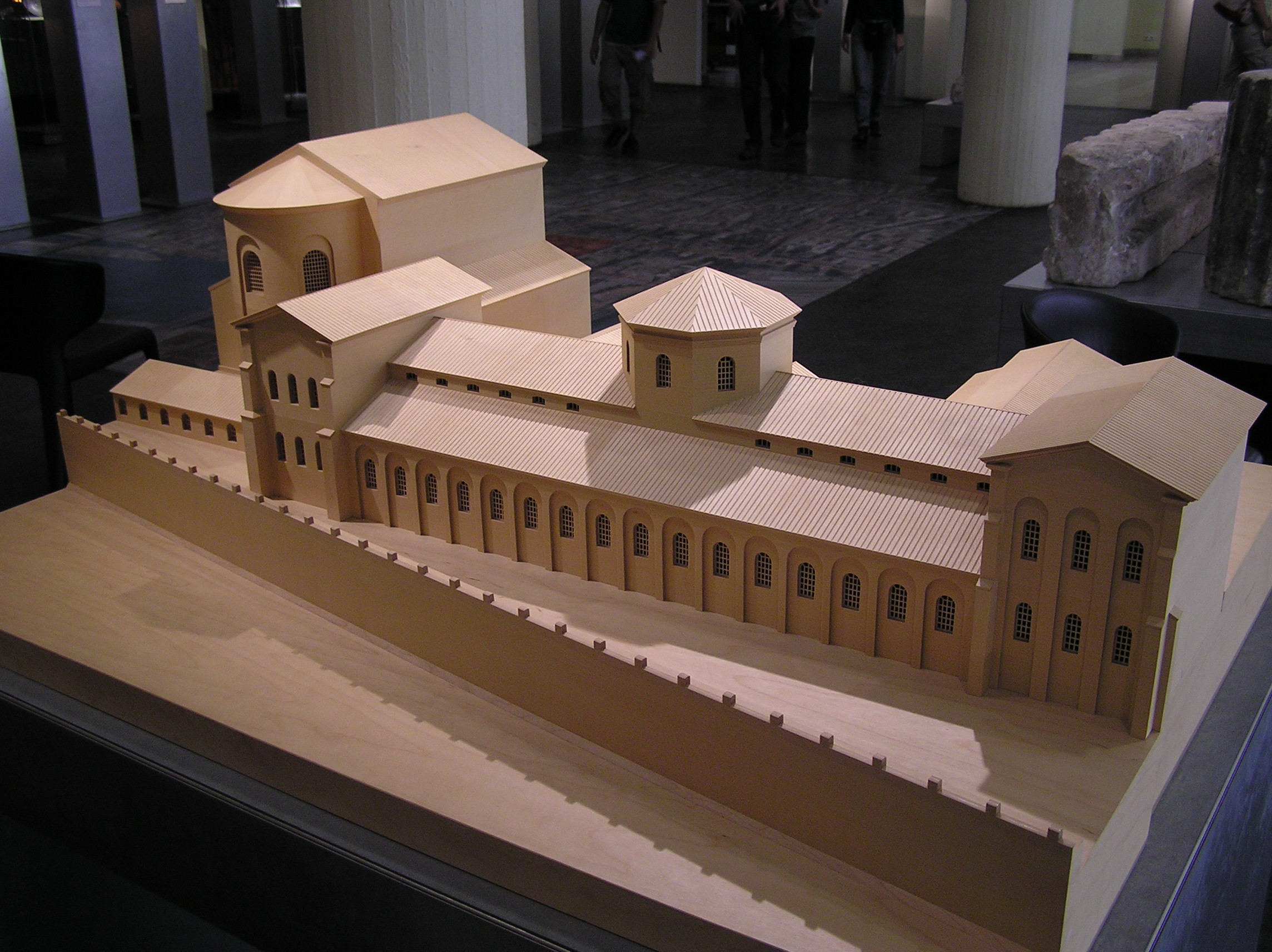
Палац римського намісника, модель

## Керамічні вироби

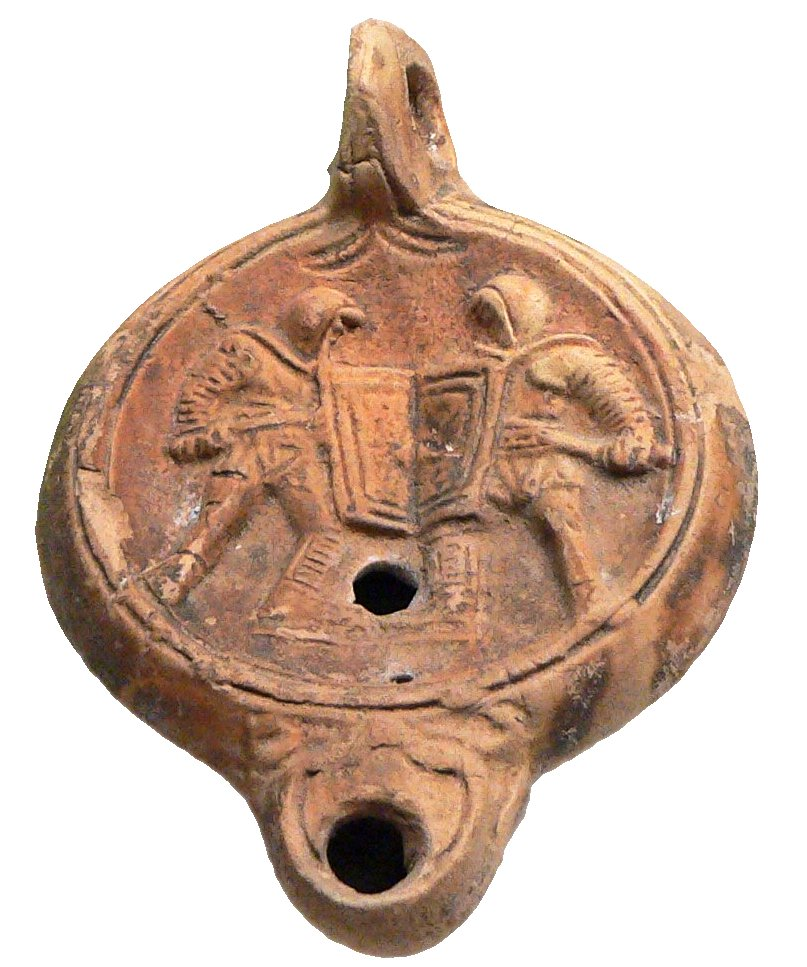
Олійна лампа з гладіаторами
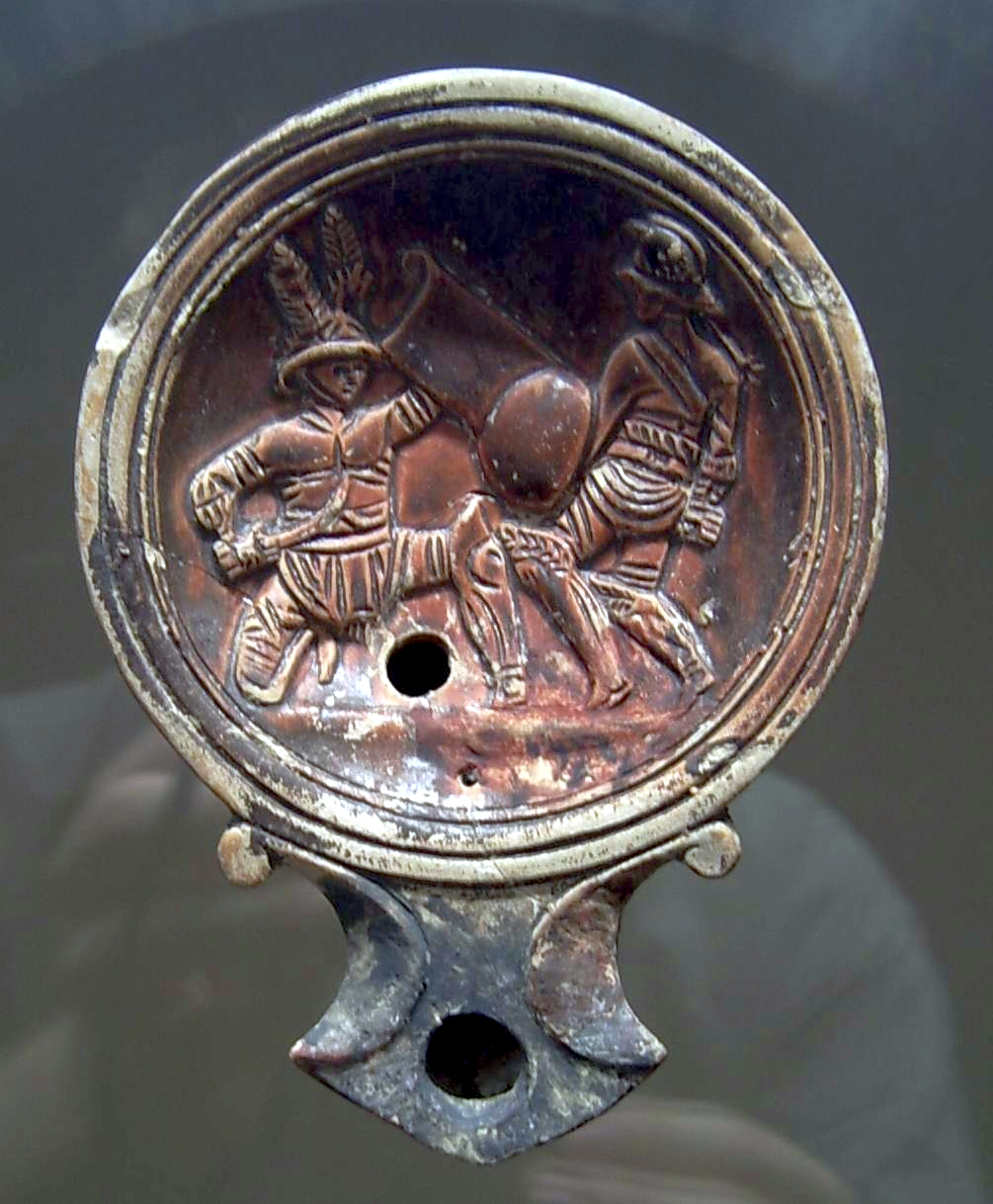
Двобій гладіаторів, олійна лампа
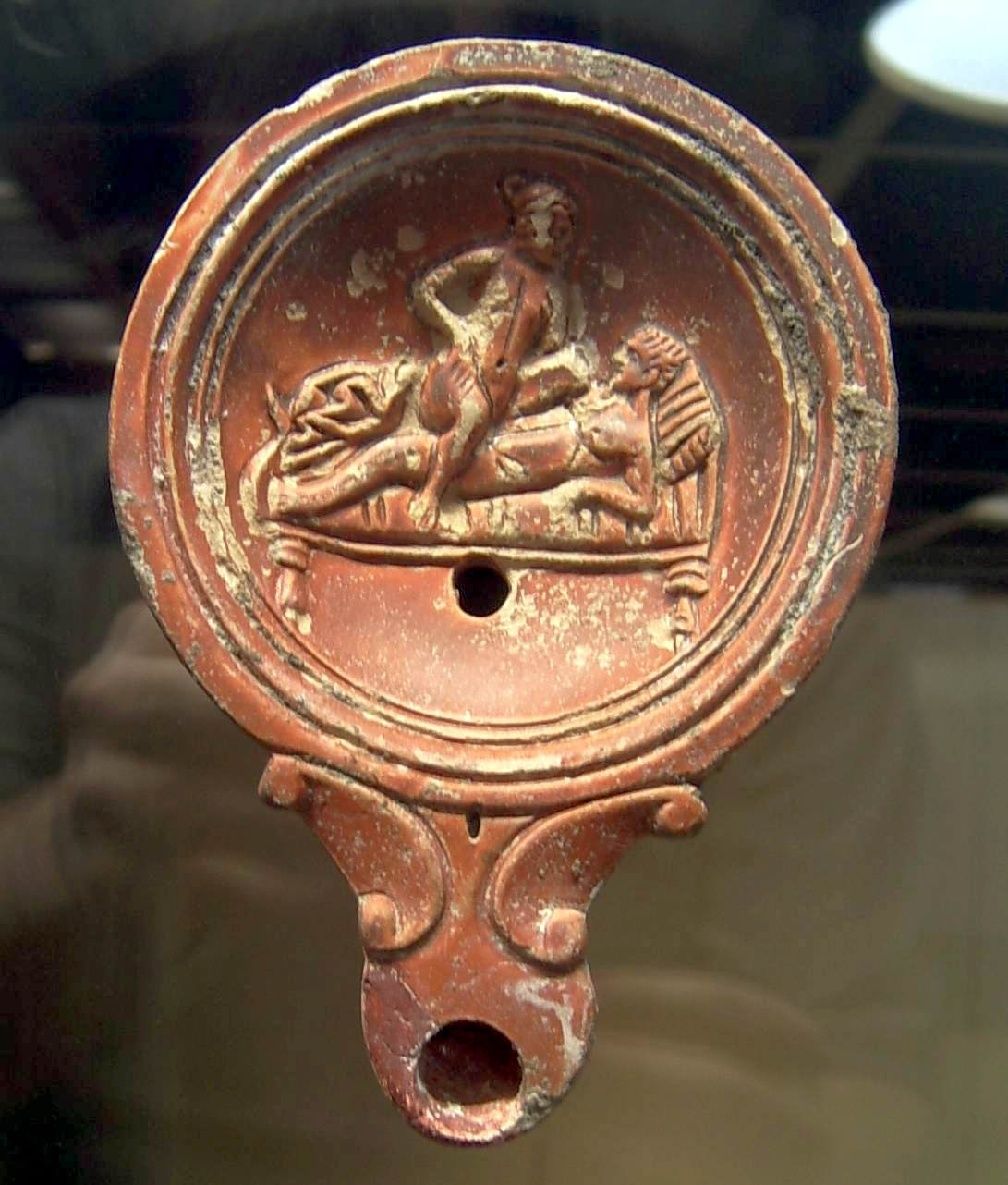
Олійна лампа з зображенням сексуальної сцени
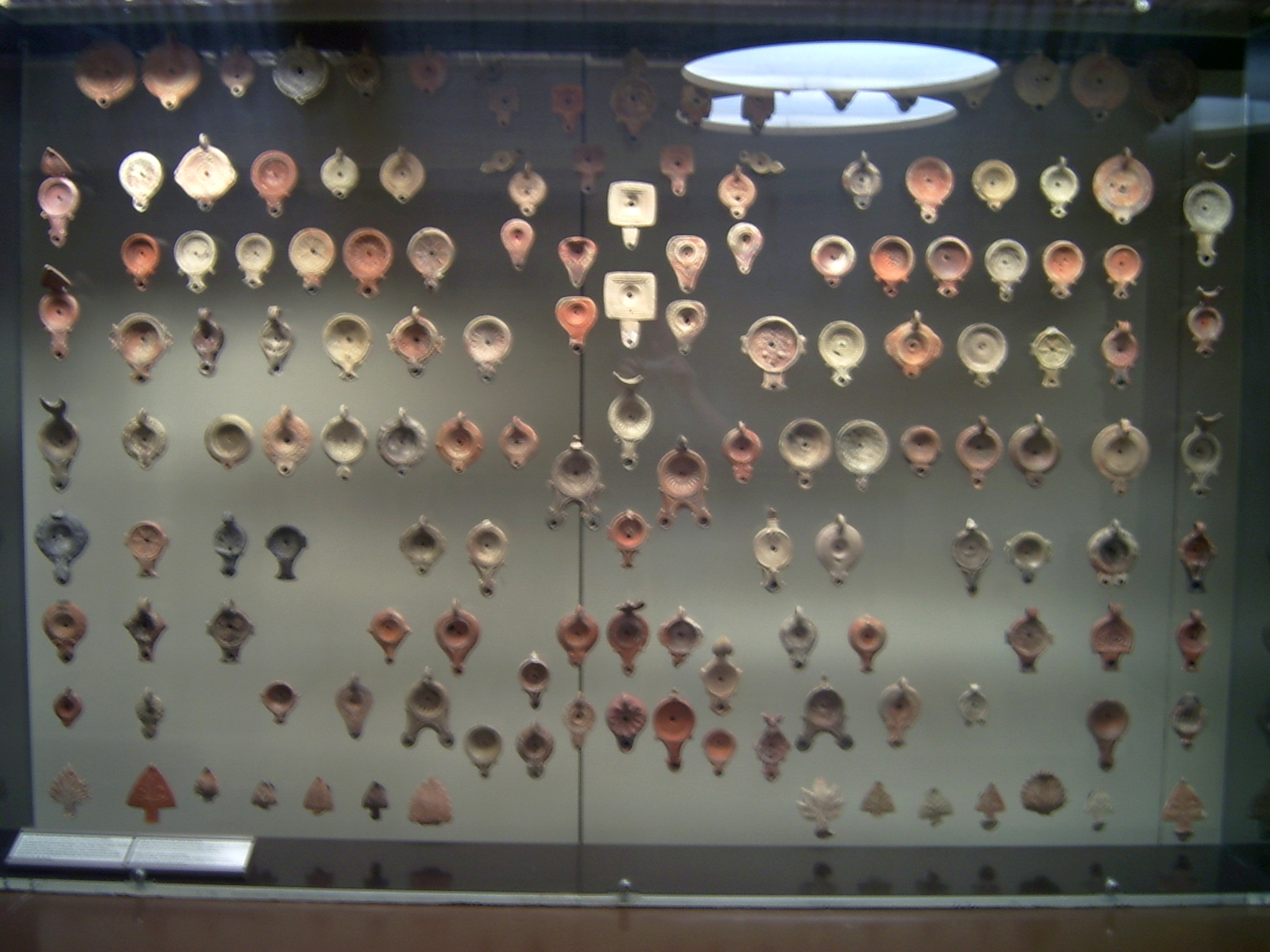
Олійні лампи в експозиції

## Давньоримське скло

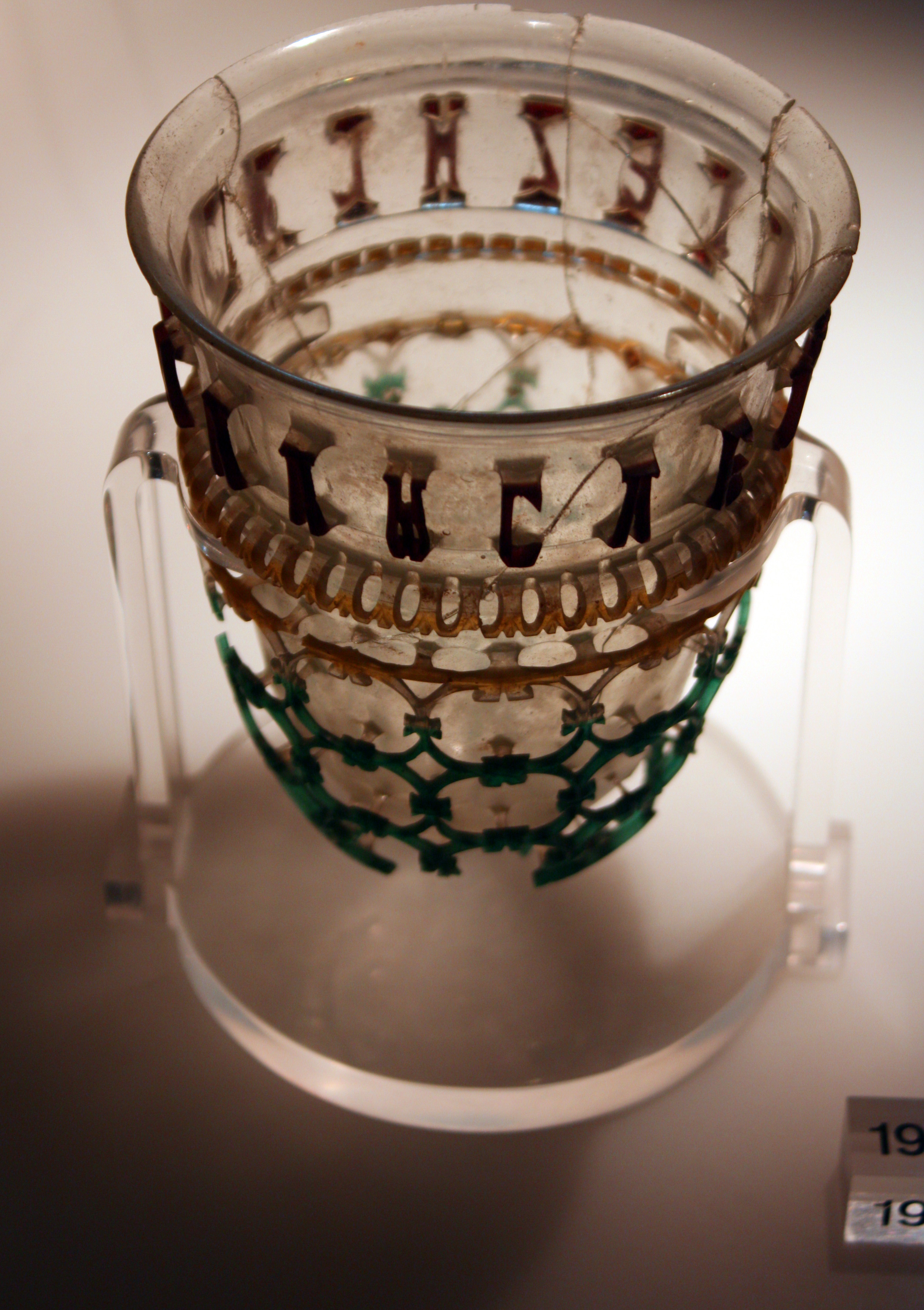
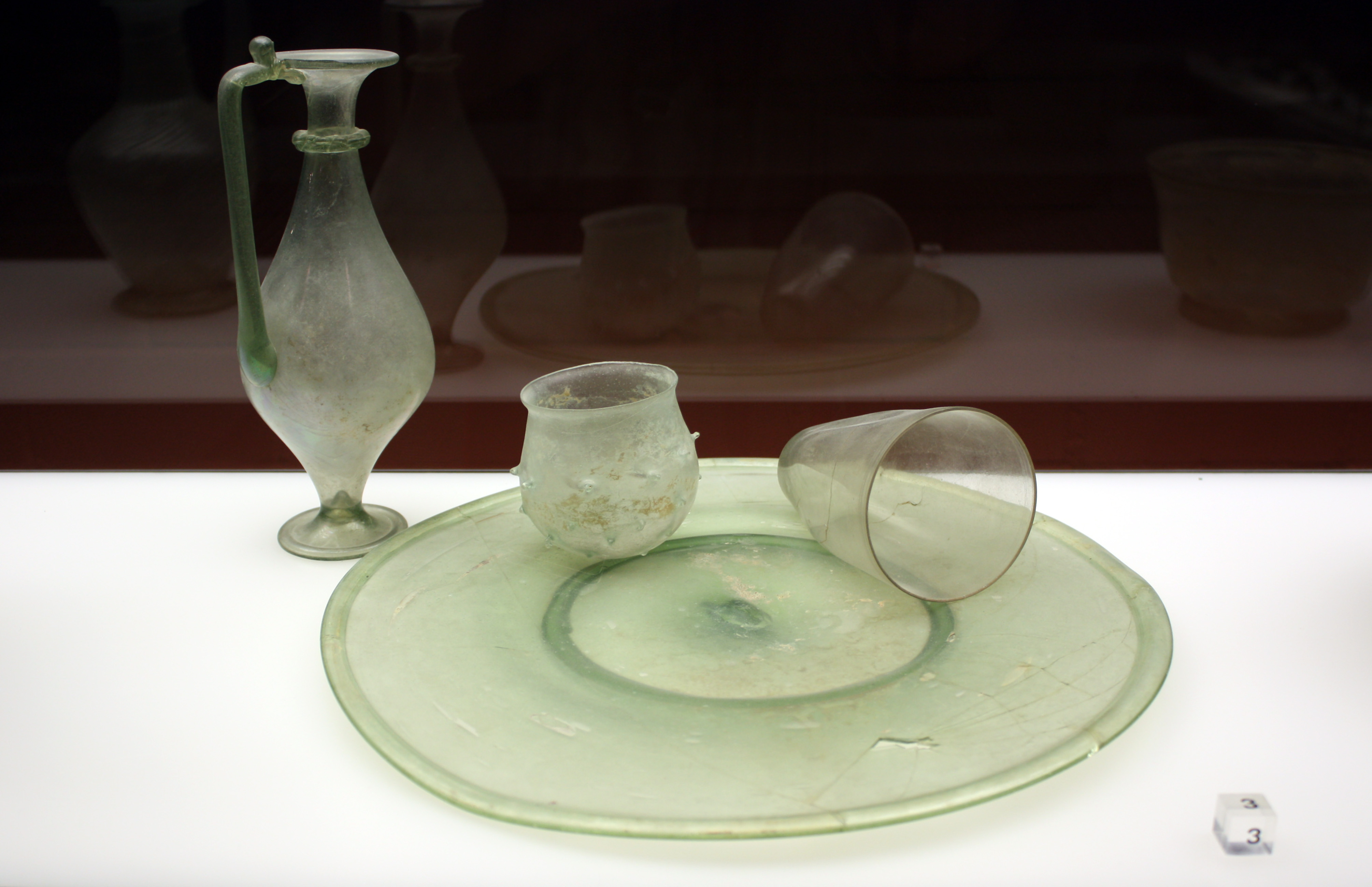
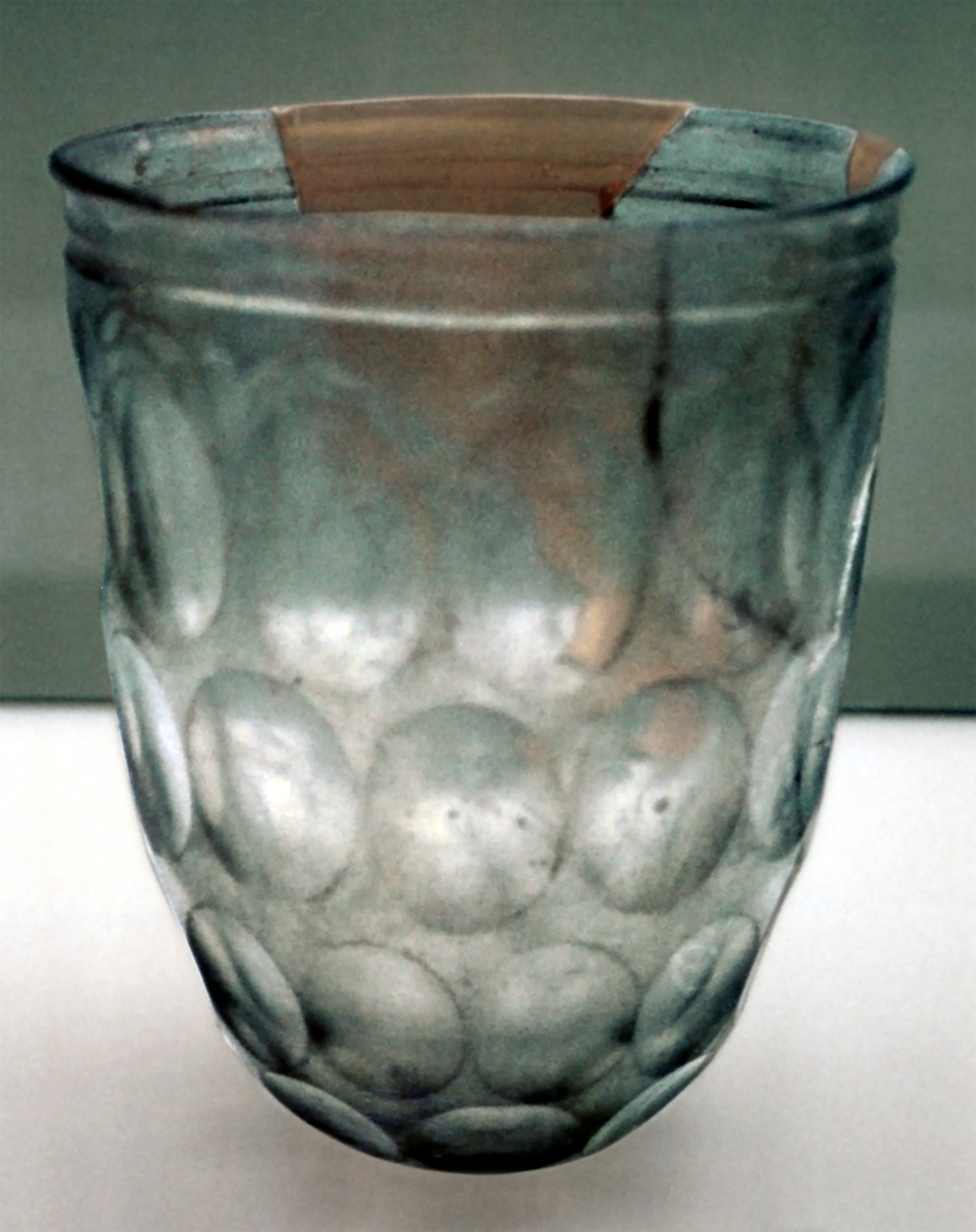
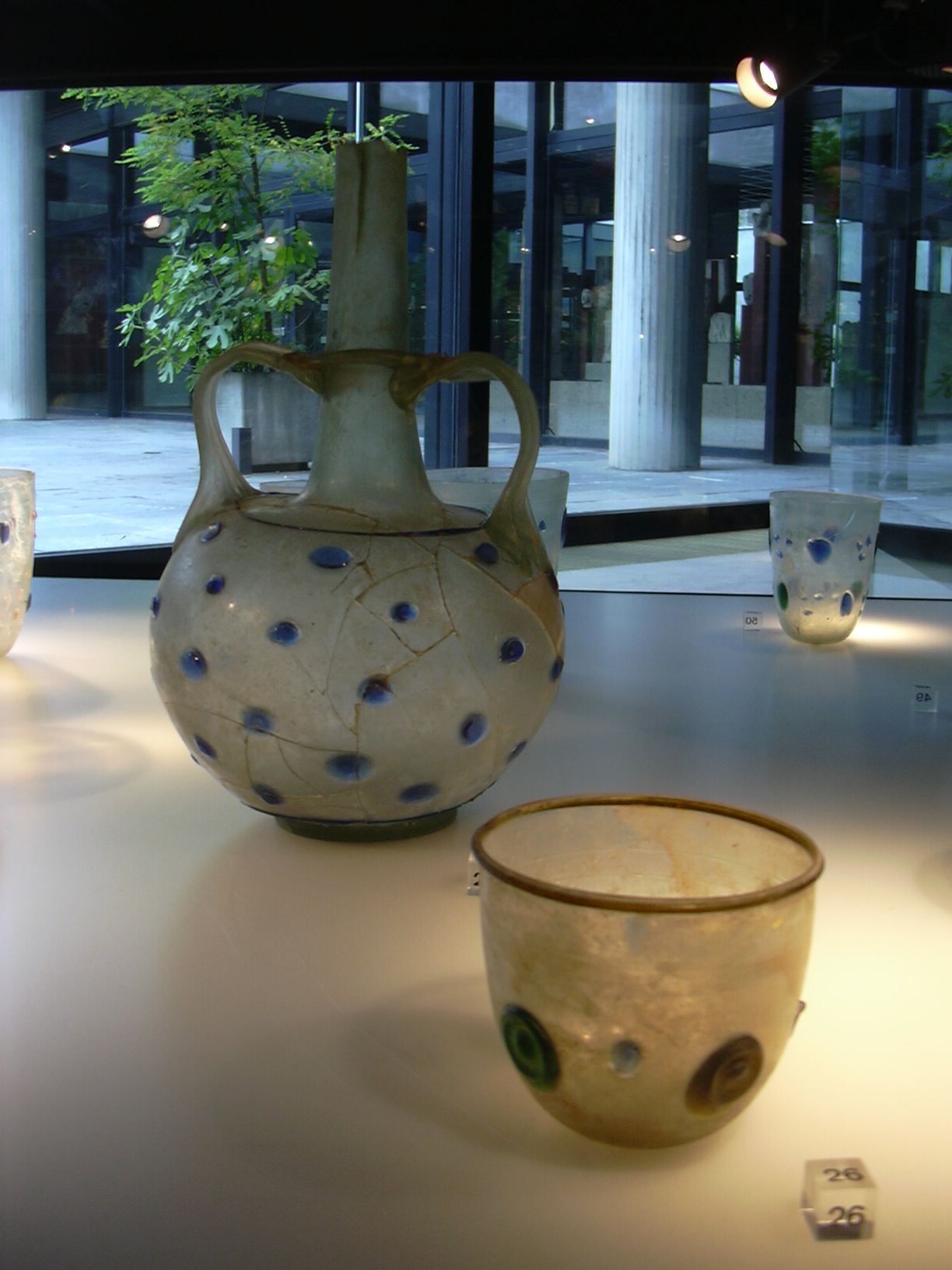

## Римські надгробки

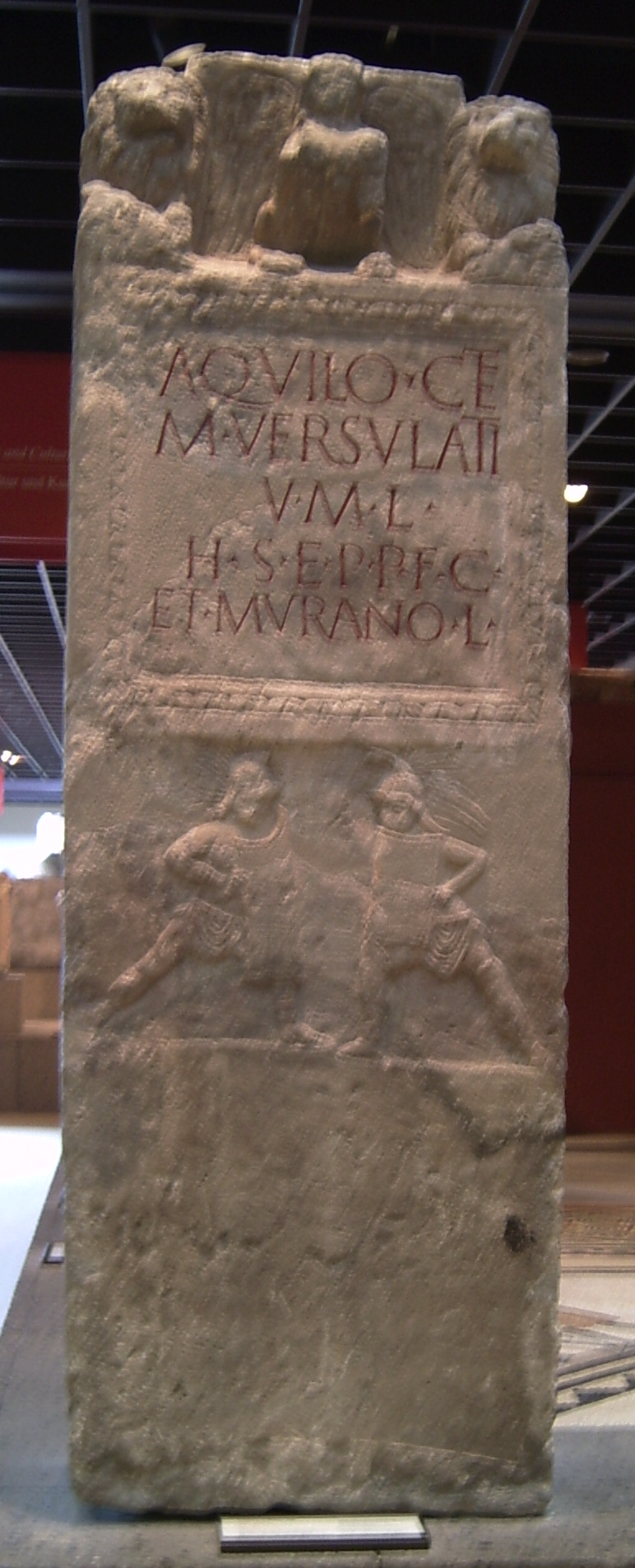
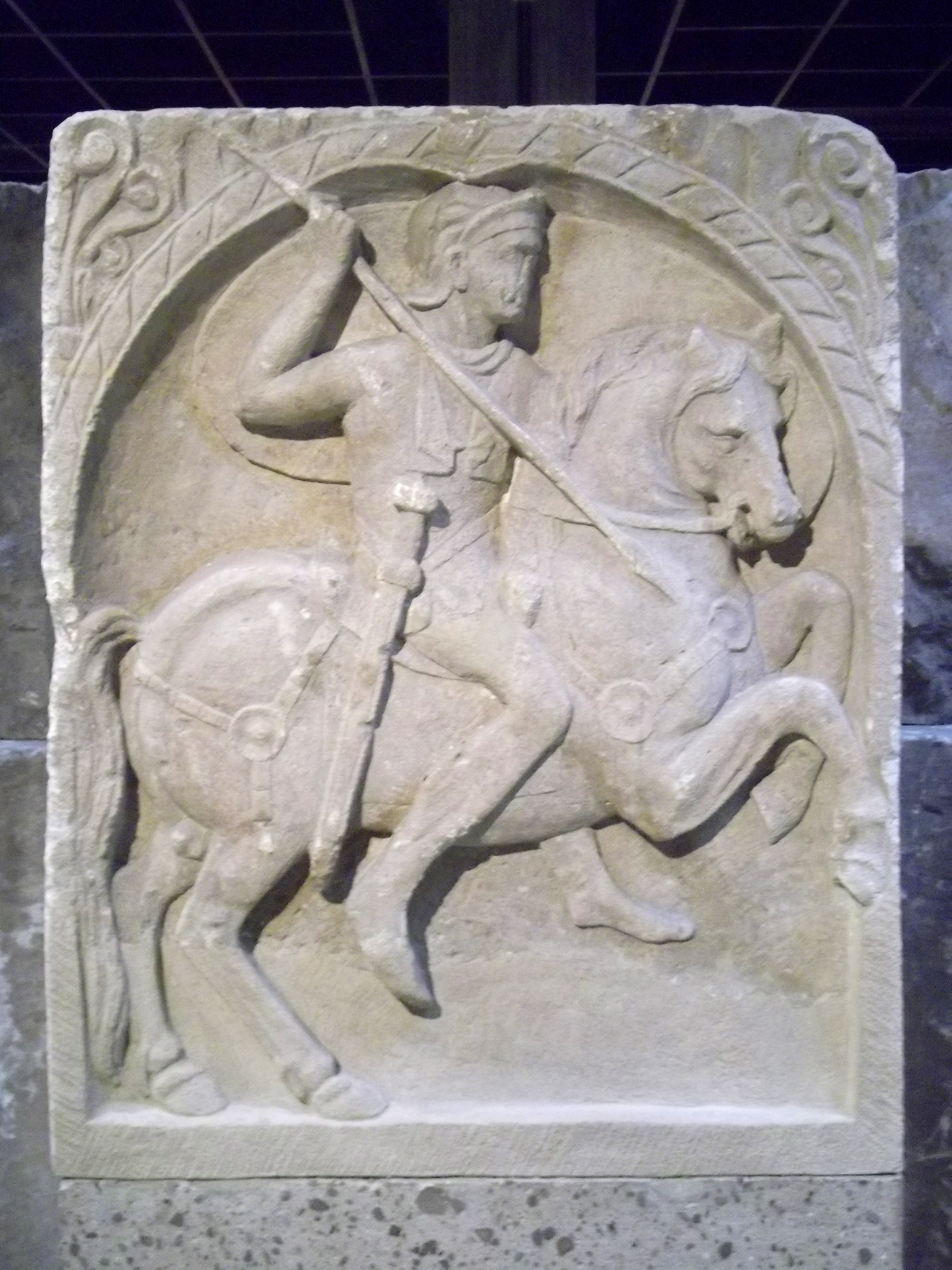
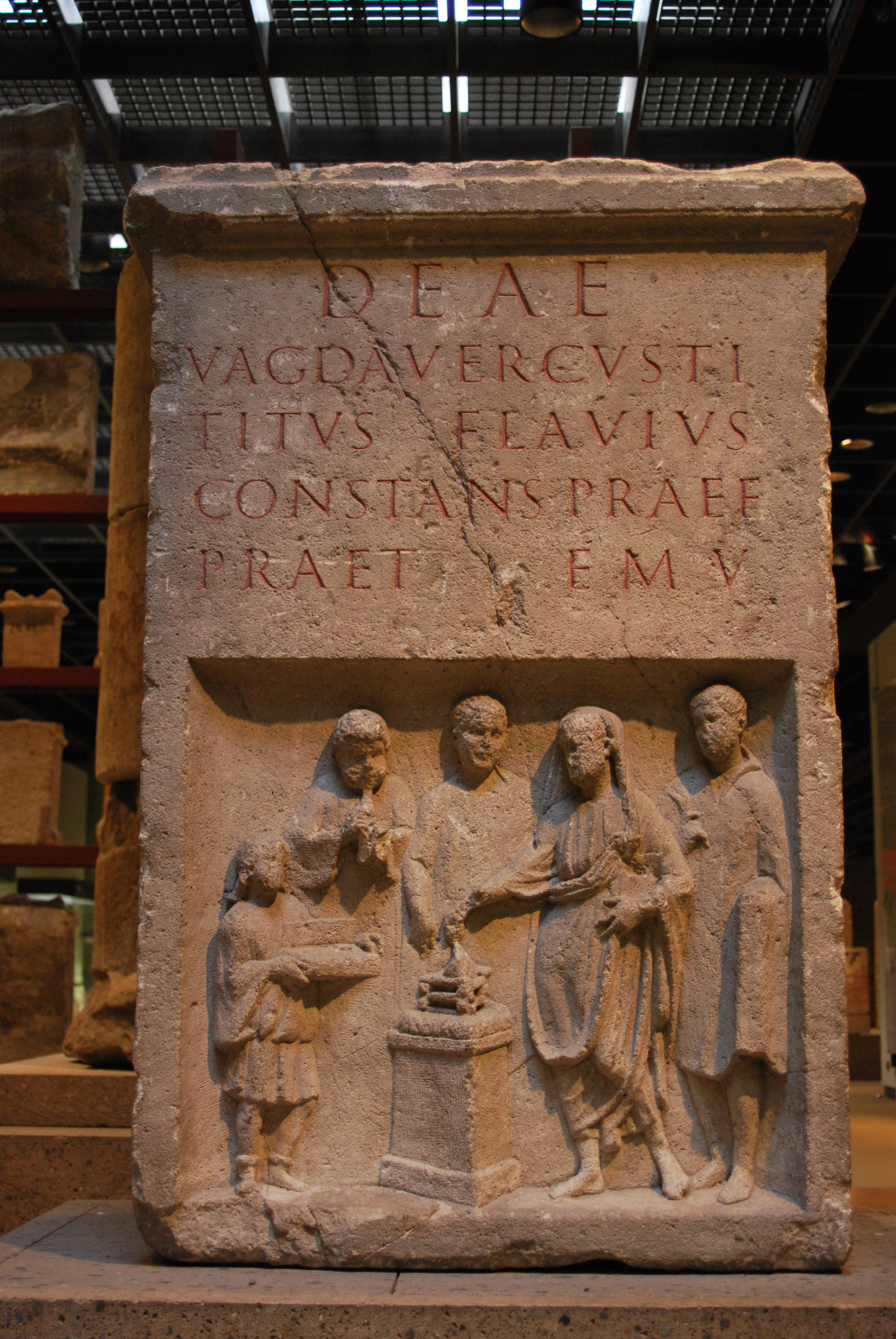
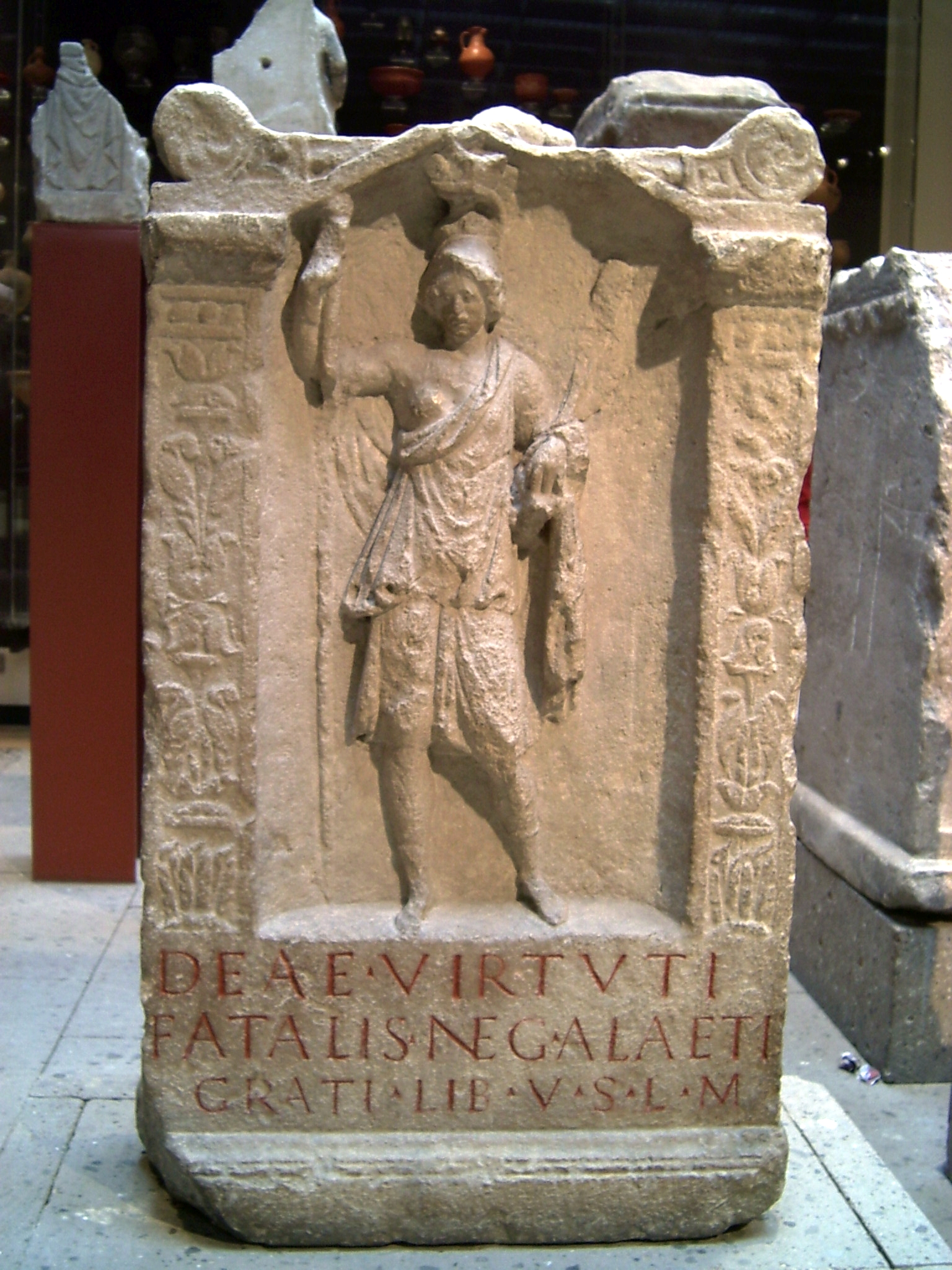